# Arzu Geybullayeva
Arzu Geybullayeva (Baku, 1º agosto 1983) è un'attivista, blogger e giornalista azera  che scrive per diversi giornali tra cui Al Jazeera, Foreign Policy, Global Voices e Agos.
Ha lavorato anche per alcune organizzazioni non governative e think-tank tra cui National Democratic Institute ed European Stability Initiative. Geybullayeva è stata inclusa nella lista stilata dalla BBC delle donne più influenti. Sostiene una risoluzione pacifica tra gli azeri e gli armeni per quanto riguarda il conflitto in Karabakh. Negli ultimi anni ha ricevuto numerose minacce in conseguenza del proprio lavoro come giornalista, la maggior parte proveniente dall'Azerbaijan per via della sua collaborazione per Agos, un giornale armeno. Tali minacce sono state condannate a livello internazionale da diverse organizzazioni per i diritti umani. Geybullayeva vive al momento in un auto-imposto esilio in Washington.

## Biografia

### Carriera
Arzu Geybullayeva è nata a Baku, Azerbaijan nell'agosto del 1983. Suo padre, Geybulla Geybullayev era un professore. Geybullayeva ha ottenuto la laurea triennale in Relazioni Internazionali alla Bilkent University di Ankara, Turchia. Ha poi continuato gli studi presso la London School of Economics dove ha ottenuto un master in Politiche Globali. Geybullayeva ha iniziato la sua carriera di ricercatrice alla Oxford Business Group di Londra ed è stata attiva in progetti in Africa ed Asia. Ha lavorato per la National Democratic Institute (NDI) di Baku. Come parte di NDI ha lavorato a fianco di politici locali e giovani attivisti. Mentre era ad Istanbul ha cominciato a lavorare per la European Stability Initiative, un istituto non profit di ricerca e think-tank per il Sud Est Europa. Nel settembre 2008 ha aperto il suo blog "Flying Carpets and Broken Pipelines". Dal 2009 collabora con Osservatorio Balcani e Caucaso, un think-tank italiano.
Dal 2011 è co-direttrice di Imagine Center for Conflict Transformation, un'organizzazione che promuove relazioni tra armeni ed azeri. Attualmente è caporedattrice di Neutral Zone, una piattaforma on line che promuove interazioni sociali e culturali tra azeri e armeni ed una risoluzione pacifica del conflitto in corso fra i due paesi. A proposito della riconciliazione tra armeni e azeri e del proprio impegno in quest'ambito, ha dichiarato "È come un edificio in costruzione, tu poni la base affinché l'edificio possa essere solido". Dal 2013 Geybullayeva lavora come corrispondente per Agos, un settimanale armeno bilingue pubblicato ad Istanbul. Lo stesso anno è diventata ricercatrice associata per Foreign Policy Research Institute, un think-tank con sede a Philadelphia, Pennsylvania. Nel 2014, è stata inserita dalla BCC nella lista delle donne che hanno fatto notizia in ambito internazionale. Parla correttamente inglese, azero, russo e turco.

### Minacce e proteste internazionali
Geybullayeva ha ricevuto molte minacce attraverso i social media. Molte di queste provengono dall'Azerbaigian per via della sua collaborazione con il giornale armeno Agos. In un'intervista al Global Voices ha dichiarato di essere stata inizialmente bollata come "traditrice" e che poi gli insulti si sono trasformati in minacce di morte nei suoi confronti e quelli dei suoi famigliari. A causa di tali minacce evita di tornate nel proprio paese d'origine e si è auto-imposta un esilio in Turchia.
Le minacce sono state condannate in modo univoco a livello internazionale anche dal PEN International e i suoi affiliati English PEN e PEN Center USA. Il PEN ha chiesto al governo turco e quello azero di "garantire la sua sicurezza e fare luce su tutte le minacce che ha ricevuto". L'organizzazione non governativa Index on Censorship ha condannato a propria volta le minacce subite da Geybullayeva e chiesto che "la comunità internazionale faccia pressione sull'Azerbaigian affinché rispetti la libertà d'espressione"